# Erica Barbieri
Erica Barbieri (La Spezia, 2 de març de 1981) és una esportista italiana que va competir en judo, guanyadora d'una medalla de bronze al Campionat Europeu de Judo de 2011, en la categoria de –70 kg.

## Palmarès internacional
| Campionat Europeu | Campionat Europeu   | Campionat Europeu | Campionat Europeu |
| Any               | Lloc                | Medalla           | Categoria         |
| ----------------- | ------------------- | ----------------- | ----------------- |
| 2011              | Istanbul ( Turquia) | 3                 | –70 kg            |